# Barry Leitch
Barry Leitch (Strathaven, 27 de abril de 1970) é um compositor de músicas de jogos eletrônicos, sendo autor e coautor de músicas para inúmeros jogos de diversas desenvolvedoras, abrangendo diferentes consoles e plataformas. É mais conhecido no Brasil por seu trabalho com a trilha sonora do jogo Top Gear (SNES - Super Nintendo Entertainment System) e no mais recente jogo Horizon Chase e mundialmente conhecido pelo trabalho em jogos como o do personagem Eek! The Cat, também para SNES, e do jogo Double Dragon, para o computador Commodore 64.

## Gameografia
em ordem alfabética